# Падежная грамматика
Паде́жная грамма́тика, «ролева́я грамматика» — метод описания семантики предложения (за исключением модальных и перформативных элементов) как системы семантических валентностей, в которой значение вершинного глагола диктует роли («падежи»), исполняемые именными составляющими. Иногда рассматривается как одна из разновидностей порождающей семантики:114 (наряду с направлением, представленным Дж. Мак-Коли, Дж. Лакоффом и другими учёными).
В рамках падежной грамматики описаны с семантической стороны многие языки. Результаты исследований такого рода используются в работах по проблемам искусственного интеллекта (в области семантики фреймов) и психолингвистике.

## История
Падежная грамматика возникла в рамках трансформационной порождающей грамматики в конце 1960-х годов в работах Ч. Филлмора. Как метод грамматического описания развивалась под влиянием тагмемики К. Л. Пайка.
Подходы лингвистов (У. Чейфа, Дж. Андерсона, Дж. Грубора, У. Кука, С. Старосты и других) к падежной грамматике различаются в вопросах вида логической структуры предложения, набора ролей и допустимых их сочетаний, называемых «падежными рамками», или фреймами, а также того, как семантические связи отражаются в структуре предложения с помощью формальных средств. Ещё одно различие, отделяющее «лексико-падежную» нетрансформационную грамматику С. Старосты от прочих, состоит в особенностях использовании понятия глубинного падежа.

## Положения теории
По Филлмору, предложение состоит из модуса, к которому относятся наклонение, время, модальность, и пропозиции — основного смысла. Пропозиция содержит предикат, в поверхностной структуре предложения обычно выражаемый глаголом, иногда — служебным словом (к примеру, предикат совместности в русском языке может передаваться союзом с), и глубинные падежи, или семантические роли, с необходимостью предполагаемые данным предикатом: так, предикат, лежащий в основе глагола давать, предполагает глубинные падежи «агента» (того, кто даёт), «объекта» и «адресата».
Глубинные падежи часто не соответствуют поверхностным падежам (или их аналогам в аналитических языках), поэтому в рамках падежной грамматики предлагается система правил преобразования глубинной структуры в поверхностную. В частности, имеются правила введения дополнений, а правила введения подлежащего организованы следующим образом:115:
- падеж «агент» выражается подлежащим в первую очередь;
- если в некотором предложении падеж «агент» не передаётся подлежащим, позицию подлежащего занимает слово, в пропозиции имеющее падеж «инструмент»;
- если подлежащим не передаётся и падеж «инструмент», им выражается падеж «объект».

Правила формального выражения падежей описывают соответствие глубинных падежей и элементов поверхностной структуры предложений данного языка: так, в английском языке падежу в поверхностной структуре обычно соответствует предлог with, однако, если слово с падежом «инструмент» употребляется в функции подлежащего, предлог with устраняется. Особое правило указывает, что при глаголе play предлог with может как элиминироваться (He can play piano ‘Он умеет играть на фортепиано’), так и заменяться предлогом on (He is playing a sonata on the piano ‘Он играет сонату на фортепиано’):115—116.
К недостаткам теории следует отнести отсутствие чётких определений и критериев выделения семантических ролей, неопределённость статуса ролей в образовании предложения, степени полноты набора ролей и границы между исполняющими роли и другими элементами предложения.